# باشگاه فوتبال سنت میشل یونایتد
باشگاه فوتبال سنت میشل یونایتد یک باشگاه فوتبال مستقر در سیشل از روشه کایمن است که در سال ۱۹۹۶ تأسیس شد. آنها در دسته اول سیشل بازی می‌کنند. این باشگاه ۱۳ بار قهرمان سیشل شده است.

## افتخارات
- لیگ سیشل: ۱۳ قهرمانی
- جام حذفی سیشل: ۱۱ قهرمانی
- جام اتحادیه سیشل: ۵ قهرمانی
- جام پرزیدنت سیشل: ۱۱ قهرمانی